# Лош и млад
Лош и млад је албум београдске рок-групе Булевар, издат 1981. године.

## Списак песама

#### Страна А
1. Лош и млад
2. Веселе девојчице
3. Кад смо на путу
4. Лепо је бити с тобом
5. Рано јутро

#### Страна Б
1. Европа
2. Мени треба нешто вруће
3. Да ли је чудо
4. Гасим ТВ и одлазим